# Arvo
El lago Arvo es un embalse artificial situado en la provincia de Cosenza, entre los montes Melillo y Cardoneto, región de Calabria, Italia meridional. Se encuentra próximo al municipio de San Giovanni in Fiore.
Con una capacidad de alrededor de 70 millones de metros cúbicos de agua y una longitud de 8,7 km, este lago es el segundo en tamaño después del lago Cecita. El lago Arvo está comunicado con el lago Ampollino a través de una conducción en galería. La ribera norte es recortada, mientras que la sur es más rectilínea. El fondo está cubierto principalmente de arena y guijarros.
Este lago se creó entre los año 1927 y 1931 represando el río Arvo y los arroyos Búfalo y Fiego, con el fin de crear un embalse hidroeléctrico.
El lago Arvo fue realizado en una zona pantanosa, a través del represamiento mediante un dique o represa de tierra compacta (única en Calabria). Actualmente el lago tiene una capacidad que varía entre los 70 y los 80 millones de metros cúbicos, mientras que la longitud diametral es de cerca de 8,7 km para una costa total de 24 km. Gracias a estas características y conformación, el lago se presta bien a la práctica del piragüismo, tanto que se prevé terminar en breve el Centro olimpico di cannottaggio.